# Batagur
Batagur é um gênero de tartarugas de água doce da família Geoemydidae. Ocorre nos rios da Ásia e atualmente encontra-se em perigo crítico de extinção.

## Taxonomia
O gênero Batagur inicialmente apresentava apenas uma espécie, B. baska, posteriormente estudos demonstraram que as populações do Sudeste Asiático pertenciam a uma espécie distinta, B. affinis. Estudos moleculares também demonstraram que o gênero Batagur inclui os antes distintos Callagur e Kachuga.
Espécies reconhecidas:
- Batagur affinis
- Batagur baska
- Batagur borneoensis (anteriormente no antigo género Callagur)
- Batagur dhongoka (anteriormente no antigo género Kachuga)
- Batagur kachuga (anteriormente no antigo género Kachuga)
- Batagur trivittata (anteriormente no antigo género Kachuga)

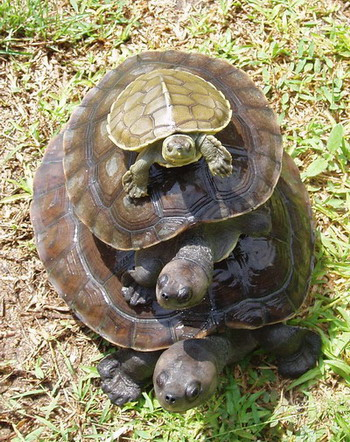